# Maurolicus
Maurolicus è un genere di pesci ossei abissali appartenente alla famiglia Sternoptychidae.

## Distribuzione e habitat
Il genere è cosmopolita. Nel mar Mediterraneo è presente M. muelleri. Sono pesci batipelagici.

## Specie
- Maurolicus amethystinopunctatus
- Maurolicus australis
- Maurolicus breviculus
- Maurolicus imperatorius
- Maurolicus inventionis
- Maurolicus japonicus
- Maurolicus javanicus
- Maurolicus kornilovorum
- Maurolicus mucronatus
- Maurolicus muelleri
- Maurolicus parvipinnis
- Maurolicus rudjakovi
- Maurolicus stehmanni
- Maurolicus walvisensis
- Maurolicus weitzmani[1]